# 浜松市春野地域自治センター
浜松市春野地域自治センター（はままつしはるのちいきじちセンター）は、かつて静岡県浜松市天竜区春野町宮川にあった、浜松市天竜区の春野地区を管轄する行政機関。浜松市合併時に春野総合事務所として開所した。
後継の浜松市春野協働センター（はままつしはるのきょうどうセンター）は、静岡県浜松市天竜区春野町宮川にある、浜松市天竜区の春野地区を管轄する行政機関。

## 概要
春野総合事務所は、2005年7月1日に浜松市に編入合併した旧・春野町の町役場庁舎を利用している。また、春野地区は、2007年4月1日に浜松市が政令指定都市に移行した際に天竜区の一部となった。2012年の地域自治区廃止に伴い、現在の協働センターの名称になる。

## 春野総合事務所の機関
- 春野健康増進センター（健康福祉課）
- 春野振興総合センター（春野上下水道室、天竜教育事務所春野分室）

## 交通機関
- 遠州鉄道バス
- 秋葉バスサービス